# Isabelle d'Autriche-Teschen
 (mars 2023).
Si vous disposez d'ouvrages ou d'articles de référence ou si vous connaissez des sites web de qualité traitant du thème abordé ici, merci de compléter l'article en donnant les références utiles à sa vérifiabilité et en les liant à la section « Notes et références ».
L'archiduchesse Isabelle Marie Thérèse Christine Eugénie d'Autriche-Teschen (17 novembre 1888 - 6 décembre 1973) est la fille de l'archiduc Frédéric de Teschen et de la princesse Isabelle de Croÿ.
Isabelle est connue pour son bref mariage avec le prince Georges de Bavière. Leur séparation et l'annulation de leur union sont largement rapportées dans les journaux de l'époque. Son engagement en tant qu'infirmière dans l'armée autrichienne lui vaut une réputation de figure romantique ; une publication l'a appelée « l'héroïne la plus romantique de la guerre actuelle en Autriche »[réf. nécessaire].

## Famille
Isabelle est la septième fille de l'archiduc Frédéric de Teschen et de la princesse Isabelle de Croÿ. Elle est, entre autres, la sœur de Marie-Anne, princesse de Bourbon-Parme, de Marie-Christine, princesse de Salm-Salm et de l'archiduc Albert de Teschen.
Ses grands-parents paternels sont l'archiduc Charles-Ferdinand d'Autriche-Teschen et l'archiduchesse Élisabeth de Habsbourg-Hongrie. Ses grands-parents maternels sont le duc Rodolphe de Croÿ et la princesse Nathalie de Ligne.

## Mariage

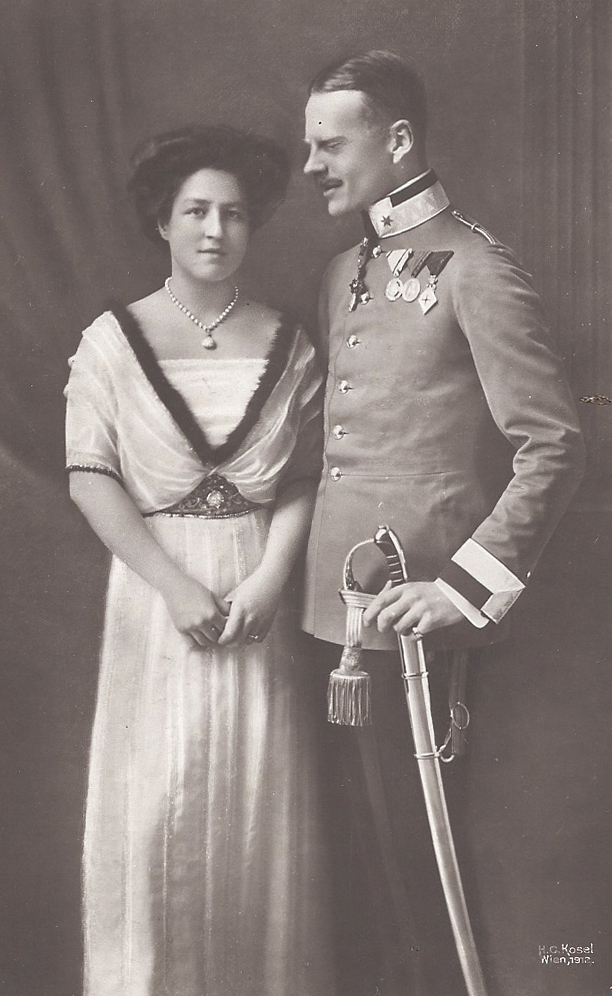
L'archiduchesse Isabelle d'Autriche avec son mari le prince Georges de Bavière, vers 1918.

### Cérémonie
Le 10 février 1912, Isabelle épouse son cousin éloigné, le prince Georges de Bavière, fils aîné du prince Léopold de Bavière et de l'archiduchesse Gisèle d'Autriche. Le mariage a lieu au château de Schönbrunn à Vienne en présence de nombreuses personnalités importantes, dont François-Joseph Ier d'Autriche, grand-père maternel du marié. Avant son mariage, Isabelle renonce solennellement devant la cour viennoise à tous ses droits aux trônes autrichien et hongrois, un acte exigé de toutes les archiduchesses lors de leur mariage, quel que soit le rang du marié.
On pense qu'Isabelle a eu des doutes avant même le mariage, mais a été forcée d'obéir malgré tout. La veille du mariage, un mystérieux incendie s'est en effet déclaré ; il est éteint avant que le bâtiment ne soit détruit, mais pas avant d'avoir détruit sa robe de mariée et son vaste trousseau. Isabelle aurait alors utilisé le feu comme excuse pour reporter le mariage, indiquant sa culpabilité par certains. Un récit déclare : « La mariée, rebelle et larmoyante, a montré dans chaque action qu'elle détestait son mari »[réf. nécessaire].

### Séparation
Le couple passe sa lune de miel au Pays de Galles, à Paris et à Alger, mais se sépare avant de retourner en Bavière. Des sources affirment qu'ils se sont disputés tout au long de la lune de miel et sont devenus irréconciliables. À leur retour, le couple s'installe à Munich, où Isabelle fait l'expérience de la vie de la cour bavaroise. Ils y vivent trois jours avant qu'Isabelle ne quitte la ville pour retourner auprès de sa mère à Vienne et refuse de revenir. Divers membres de la famille essayent de parvenir à une réconciliation, et il semble y avoir des espoirs de résolution pendant une courte période de temps. Lorsque ceux-ci échouent, le père de Georges, le prince Léopold, fait même un voyage spécial à Vienne pour convaincre Isabelle de revenir. Cependant, tous les efforts échouent. Les deux époux ont un caractère et une disposition très différents, et Isabelle estime avoir été méprisée par des membres de la cour royale bavaroise. La raison officiellement attribuée à leur séparation est « l'incompatibilité fondée sur des différences fondamentales de caractère ». Le 11 octobre 1912, le chambellan de Luitpold, prince-régent de Bavière, fait une annonce officielle concernant le couple. Tout en déclarant l'opposition du prince régent à une annulation comme moyen de séparation, il déclare également son consentement à un divorce :

« L'attention du public a été récemment et à plusieurs reprises appelée sur le conflit intérieur profondément regrettable qui a éclaté entre le prince Georges de Bavière et son épouse, la princesse Isabelle. Il est indiqué par la présente que tous les rapports selon lesquels il y a lieu de déclarer le mariage nul et non avenu sont entièrement dénués de fondement. C'est la vérité qu'il y a eu dès le début une profonde incompatibilité entre les époux, qui découle de différences de caractère, et à cause de laquelle la relation conjugale entre eux a été complètement détruite. Si une dissolution du mariage devait avoir lieu, ce ne pouvait être que par voie de divorce. »

 Le 17 janvier 1913, l'union est officiellement dissoute par la Cour suprême royale de Bavière. Malgré la déclaration, elle est annulée par le Saint-Siège pour non-consommation le 5 mars de la même année. Georges est plus tard ordonné prêtre catholique.

## Première Guerre mondiale
Après l'annulation, Isabelle récupère toutes les prétentions aux trônes d'Autriche et de Hongrie auxquelles elle avait précédemment renoncé. Comme la plupart des archiduchesses veuves ou séparées de leurs maris, il est supposé qu'Isabelle rejoindrait un couvent. Elle a cependant choisi une autre voie.
Dans les mois précédant la Première Guerre mondiale, il devient apparent qu'il manque un grand nombre d'infirmières qualifiées disponibles pour le service en temps de guerre. La Croix-Rouge ouvre donc plusieurs écoles en Autriche-Hongrie afin de former davantage d'infirmières. En 1913, Isabelle suit une formation dans l'un des plus grands hôpitaux pour les pauvres de Vienne, et prévoit de rejoindre ensuite la Croix-Rouge. Elle devient immédiatement infirmière dans l'armée autrichienne pendant la guerre sous le nom de sœur Irmgard (parfois appelée Hildegarde), soignant les soldats blessés qui lui sont confiés. Elle crée son propre service infirmier et fait don d'une grande partie de sa fortune pour l'achat de fournitures médicales.
Selon le journal Berliner Lokal-Anzeiger, en 1915, Isabelle se fiance au chirurgien viennois Paul Albrecht (1873-1928) mais l'empereur François-Joseph interdit le mariage. Elle ne s'est donc jamais mariée et est morte à La Tour-de-Peilz, en Suisse, le 6 décembre 1973.